# アウトバーン 37
アウトバーン 37（ドイツ語: Bundesautobahn 37, BAB 37 または A 37）はドイツの高速道路、アウトバーンの一路線である。
ハノーファーの東側近郊に2つの分断された区間からなる14 kmの路線を持つ都市道路である。北区間の通称は沼のアウトバーン（Moorautobahn）、南区間の通称は見本市会場パイプ（Messestutzen）である。